# Maurice Dekobra
Maurice Dekobra, pseudónimo de Ernest-Maurice Tessier, nacido el 26 de mayo de 1885 en París (X Distrito) donde también falleció (XVIII Distrito) el 1 de juin de 1973, fue un novelista, periodista y traductor francés.

## Datos biográficos

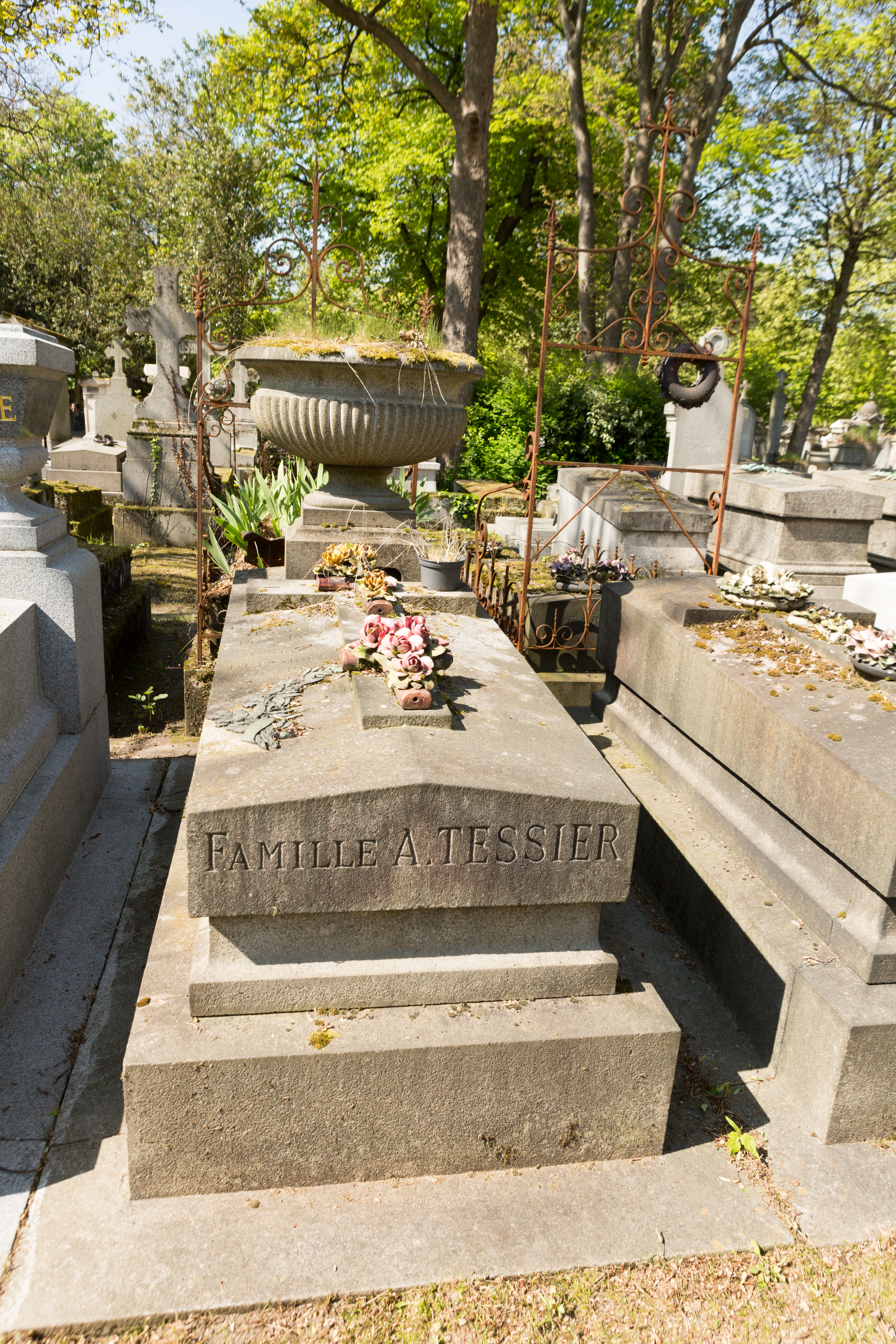
Tumba al cementerio del Padre-Lachaise.

Desde la edad de 17 años viajó y vivió en el extranjero (Alemania primeramente, después Inglaterra). Empezó escribiendo para periódicos. En 1914, retornó a Francia, reclutado por el ejército.Por su condición de políglota, desde abril de 1913 fue intérprete de reserva. Sirvió una parte de la guerra al lado de las tropas británicas y estadounidenses.
Después del conflicto, el período entre las dos guerras fue el de sus primeros libros, que conocieron un inmenso éxito. Su encuentro con el editor Baudinière fue determinante. Este último puso al punto con Mauricio Dekobra una verdadera empresa de mercadotecnia literaria. Es con Dekobra con quien se verán por primera vez libros vendidos como acontecimientos excepcionales (campaña de carteles, librerías abiertas a medianoche). Se llegaron a vender trescientos mil ejemplares de La Madone de las Sleepings en un solo año.
Dekobra es el padre de la literatura cosmopolita, que compartió el imaginario de los lectores con el movimiento surrealista. Fue el escritor francés más leído entre las dos guerras.
Viajero y prolífico, generalmente escribía dos libros de sus periplos: un libro de viaje y una novela. Emigró a los Estados Unidos en 1940. De regreso en Francia, se lanzó, con un cierto acierto, a la escritura de novelas policíacas. Pero es bajo un seudónimo que obtuvo el Premio del Andén de los Orfebres en 1951. Miembro de la Sociedad de Letras y de la Sociedad de autores dramáticos, del Sindicato de periodistas y de la Asociación de los periodistas parisienses, fue oficial de la Legión de Honor desde agosto de 1935 (y caballero desde marzo de 1925).
Conoció el éxito internacional con la más célebre de sus novelas, La Madone de las sleepings, aparecido en 1925 (y adaptado dos veces al cine). Otro de sus éxitos, Macao, el infierno del juego, aparecido en 1938, fue llevado a la pantalla por Jean Delannoy con Erich von Stroheim en el papel de Werner von Krall.
Murió el primero de junio de 1973 en París y está enterrado en el Cementerio del Père Lachaise.

## Obra
Maurice Dekobra ha publicado :

### 1912-1923

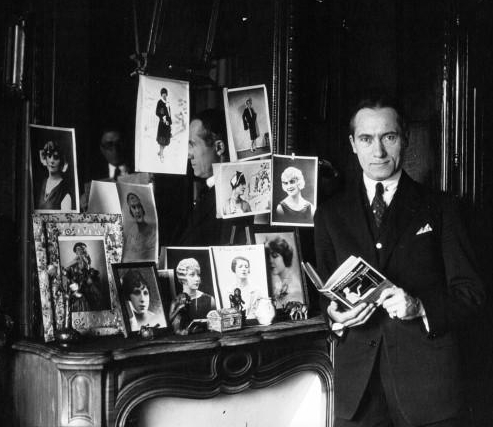
Maurice Dekobra, 1927.

- Les Mémoires de Rat-de-Cave ou Du Cambriolage considéré comme un des beaux-arts, Éditions Aubert, 1912
- Grain d'Cachou, la Renaissance du livre, 1918 ; réédition, Librairie Baudinière, 1947
- Sammy, volontaire américain, l'Édition française illustrée, 1918
- Le Gentleman burlesque, l'Édition française illustrée, 1919
- Hamydal le Philosophe, Renaissance du livre, 1921
- Prince ou Pitre, Ferenzi, 1921
- Les Liaisons tranquilles, La Renaissance du Livre, 1920
- Histoires de brigands, Moderne, s.d.
- Une momie a été perdue..., Kemplen, s.d.
- Le Voyage sentimental de lord Littlebird (avec René Caire), Ambert, s.d.
- L'Homme qu'elles aimaient trop, Valmont, s. d.
- Les Sept femmes du prince Hassan, Valmont, s. d.
- La Biche aux yeux cernés, Éditions cosmopolites, s. d.
- Messieurs les Tommies, la Renaissance du livre, s. d.

### 1923-1939

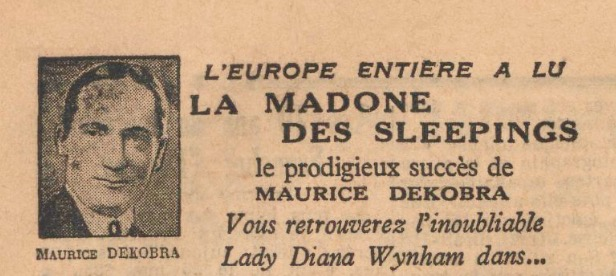
Anuncio publicitario, El Periódico, 25 de mayo de 1926.

- Minuit... Place Pigalle, Librairie Baudinière 1923 Avec 12 Hors-Textes de Jean Oberle.
- Mon cœur au ralenti, Librairie Baudinière, 1924
- La Vénus à roulettes, La Nouvelle Revue Critique, 1925
- La Madone des sleepings, Librairie Baudinière, 1925
- La Gondole aux chimères, Librairie Baudinière 1926
- Les Nuits de Walpurgis, Librairie Baudinière, 1926
- Tu seras courtisane, Librairie Baudinière 1927
- Flammes de velours, Librairie Baudinière, 1927
- Le Rire dans la steppe, (avec Don Aminado) Librairie Baudinière, 1927
- Le Rire dans le soleil, (avec Vittorio Guerriero) Librairie Baudinière, 1927
- Le Rire dans le brouillard, E. Flammarion, 1927
- Sérénade au bourreau, Librairie Baudinière, 1928
- Luxures, Éditions du Loup, 1928
- Prince ou Pitre (nouvelle édition), Librairie Baudinière, 1929
- Les Tigres parfumés. Aventures au pays des maharajahs, Éditions de France, 1929
- Le sphinx a parlé, Librairie Baudinière, 1930
- Aux cent mille sourires, Librairie Baudinière, 1931
- Fusillé à l'aube, Librairie Baudinière, 1931
- L'Archange aux pieds fourchus, Librairie Baudinière, 1931
- Pourquoi mourir ?, Librairie Baudinière, 1931
- Histoires de brigands, Moderne, 1931
- La Volupté éclairant le monde, Librairie Baudinière, 1932
- Adaptation de La Forêt qui pleure, roman policier de Wadworth Camp, Éditions de France, 1932
- Adaptation de Monsieur Lamber sera tué le..., roman policier de Isabelle Ostrander, Éditions de France, 1932
- Mimi Broudway Extr. de Paris-soir, 7 juin-2 juillet 1932
- Le Geste de Phryne Éditions Cosmopolites, 1933
- Rue des bouches peintes, Librairie Baudinière, 1933
- La Mort aux yeux d'émeraude, Extr. du Miroir du Monde, 8 et 15 avril 1933
- Confucius en pull-over, Librairie Baudinière, 1934
- Madame Joli-Supplice, Librairie Baudinière, 1935
- Le Fou de Bassan, suivi de La Rose qui saigne, Librairie Baudinière, 1937
- Le Sabbat des caresses ou les plaisirs de la nuit, Librairie Baudinière, 1935
- Macao, enfer du jeu, Librairie Baudinière, 1938
- Poker d’Âmes ou le voyage sentimental d’une Américaine au pays de tendre, Librairie Baudinière, 1939

### 1941-1945
- Émigrés de luxe, Brentano's, New-York, 1941
- Le Roman d'un lâche, Brentano's, New-York, 1942
- La Perruche Bleue Journal d'une courtisane sous la terreur nazie, Brentano's, New York, 1945

### 1947-1972
- Hamydal le Philosophe, Librairie Baudinière, 1947
- La Madone à Hollywood, Librairie Baudinière, 1946
- La Prison des Rêves, Librairie Baudinière, 1947
- Lune de Miel à Shanghaï, Librairie Baudinière, 1947
- Satan refuse du monde, Éditions SFELT, 1947
- La Bacchanale inachevée, les Éditions de Paris, 1947
- Don Juan frappe à la porte, Éditions de la Couronne, 1948
- La Pagode des amours mortes, d'après J. L. Miln, S.E.P.E., 1948
- Les Vestales du veau d'or, Librairie Baudinière, 1948
- La Haine aux gants de velours, 1948
- Et Ève gifla Adam... ou les aventures d'une Yankee à Montparnasse, Librairie Baudinière, 1949
- Salutations distinguées, Librairie Baudinière, 1949
- La Pavane des poisons, Librairie Baudinière, 1950
- Sous le signe du cobra, Librairie la Baudinière, 1951
- Cafard mauve, Journal intime d'une femme de 49 ans, Éditions Baudinière, 1951
- Opération Magali, Prix du Quai des Orfèvres, Hachette "L'Énigme", 1951
- Mes tours du monde, Librairie Baudinière, 1952
- Les femmes que j'ai aimées, les Éditions du Scorpion, 1954
- Le Bateau des mille caresses, J. d'Halluin, 1955
- Monsieur Lambers mourra ce soir, Le Masque, 1956
- L'armée rouge est à New Yor (la guerre future ?), les Éditions du Scorpion, 1954
- Minuit, l'heure galante, les Éditions du Scorpion, 1956
- La Veuve aux gants roses, les Éditions du Scorpion, 1956
- Le bourreau n'attend jamais, A. Martel, 1957
- Férocement vôtre, les Éditions du Scorpion, 1956
- Un soir sur le Danube, le roman d'un traître, Tallandier, 1957
- Vamp ou Vestale, N.E.T.O., 1957
- Son altesse mon amant, Éditions Valmont et du Scorpion, 1958
- Le Lis dans la tempête, le roman d'une reine de beauté, Éditions Valmont, 1959
- Casanova à Manhattan, Valmont, 1960
- Le Pacha de Brooklyn, Éditions Valmont, 1960
- La Trahison du colonel Redko, Éditions du Scorpion, 1960
- L'Homme qui mourut deux fois (les vestales du veau d'or), Éditions Karolus, 1960
- Secrets de sleeping recueillis par René Delpêche, présentés par Maurice Dekobra, Éditions Karolus, 1960
- Bouddha le Terrible, le Livre artistique, 1961
- Dalila, sirène du désert , le Livre artistique, 1961
- La Vénus aux yeux d'or, Éditions Karolus, 1962
- L'Amazone de Pretoria : un épisode de la guerre du Transvaal, (avec Anne-Mariel), Presses de la Cité, 1963
- Anicia, l'espionne de Moukden, (avec Anne-Mariel), Presses de la Cité, 1964
- Le Vengeur de Mayerling, un complot contre François-Joseph, Presses de la Cité, 1965
- Véronica, qui êtes-vous ?, (avec Anne-Mariel), Presses de la Cité, 1965
- L'Espion qui faisait rire, Presses de la Cité, 1966
- Anicia et le Sultan rouge, (avec Anne-Mariel), Presses de la Cité, 1966
- Anicia et le Tigre royal, (avec Anne-Mariel), Presses de la Cité, 1967
- Fascinante Véronica, (avec Anne-Mariel), Presses de la Cité, 1968
- Le Salon de Madame Ublo, la ménagerie des gens de lettres, A. Michel, 1969
- Les turquoises meurent aussi, Presses de la Cité, 1969
- Rendez-vous chez Maxim's, Presses de la Cité, 1970
- Un banco de deux milliards, Presses de la Cité, 1971
- Éperdument à toi, Éditions France-Empire, 1972
- La Madone des Boeings, Presses de la Cité, 1972